# أكزيريس
الأكزيريس (الاسم العلمي: Axyris) هي جنس من النباتات يتبع الفصيلة القطيفية من رتبة القرنفليات.

## أنواع الأكزيريس
- أكزيريس قطيفي
- أكزيريس قوقازي
- أكزيريس هجين
- أكزيريس كوري
- أكزيريس مفترش
- أكزيريس كروي البذور
- أكزيريس جليدي
- أكزيريس عجيب
- أكزيريس موركروفتي
- أكزيريس ثلاثي الزهر